# State Farm Stadium
Das State Farm Stadium ist ein American-Football-Stadion mit schließbarem Dach und ausfahrbarer Rasenfläche in der US-amerikanischen Stadt Glendale, 15 km westlich der Millionenstadt Phoenix im Bundesstaat Arizona, gelegen. Es ist als Mehrzweck-Stadion ausgelegt, in der neben American Football auch Basketball, Fußball, Motorsport, Rodeos, Konzerte, Messen, Ausstellungen oder geschäftliche Veranstaltungen stattfinden können. Die Mehrzweckhalle Desert Diamond Arena liegt nur wenige hundert Meter nördlich des State Farm Stadium.

## Geschichte
Nach dem Baubeginn am 12. April 2003 konnte die moderne Arena am 1. August 2006 unter dem Namen Cardinals Stadium eingeweiht werden. Das State Farm Stadium ist die Heimspielstätte der Arizona Cardinals aus der National Football League (NFL). Im ersten Heimspiel der NFL-Saison 2006 konnten die Cardinals die San Francisco 49ers mit 34:27 bezwingen. Die Arena verfügt über ein schließbares Dach und ein fahrbares Spielfeld mit Naturrasen. Zu den 63.400 Plätzen (erweiterbar auf bis zu 78.600 Plätze) des Stadions gehören 88 V.I.P.-Logen (Lofts genannt), davon drei Party-Lofts und etwa 7400 Clubsitze. Um die Arena stehen 14.000 Parkplätze zur Verfügung. Die Fassade ist einem Barrel-Kaktus, der im Grand Canyon State weit verbreitet ist, nachempfunden.
Am 26. September 2006 wurde die University of Phoenix Namenssponsor des Stadions. Für den Vertrag über 20 Jahre zahlte die Universität 154,5 Mio. US-Dollar. Die Universität besitzt jedoch keine Hochschulsport-Teams, da sie sich auf höhere Ausbildung für berufstätige Erwachsene spezialisiert hat. Im April 2017 wurde bekannt, dass die University of Phoenix aus dem Vertragsverhältnis aussteigen möchte. Am 4. September 2018 wurde die Umbenennung in State Farm Stadium bekanntgegeben. Der Vertrag mit dem Versicherungsunternehmen State Farm hat eine Laufzeit von 18 Jahren.
Im Hinblick auf den Super Bowl LVII im Jahr 2023 wurde die Partnerschaft mit dem Elektronikhersteller Daktronics verlängert und eine verbesserte LED-Bildschirmwand am Nordende installiert. Die Anzeigetafel ist 117 ft (35,66 m) breit und 30 Fuß (9,14 m) hoch. Die Pixel haben einen Abstand von zehn mm. Es ist 44 Prozent größer als der Vorgänger und verfügt über siebenmal mehr Pixel. Insgesamt besitzt das Stadion 20.000 sq ft (rund 1858 m²) Fläche an Anzeigen.

## Veranstaltungen

### Super Bowl
Am 3. Februar 2008 fand der Super Bowl XLII zwischen den New York Giants und New England Patriots in diesem Stadion statt. Das Spiel endete 17:14 für die New York Giants.
Am 1. Februar 2015 war das Stadion erneut Austragungsort eines Super Bowl. Im Super Bowl XLIX trafen die Seattle Seahawks und die New England Patriots aufeinander. Die Partie endete mit 28:24 für die New England Patriots, die die Vince Lombardi Trophy zum vierten Mal gewannen.
Am 12. Februar 2023 fand der Super Bowl LVII zwischen den Philadelphia Eagles und Kansas City Chiefs in diesem Stadion statt. Das Spiel endete 35:38 für die Kansas City Chiefs.

### Pro Bowl
Der Pro Bowl, das All-Star-Game der NFL, fand erstmals am 25. Januar 2015 im Stadion von Glendale statt. Das Team Irvin gewann gegen das Team Carter mit 32:28.

### Fiesta Bowl
Der Fiesta Bowl ist Teil der Bowl Championship Series und wird seit 2007 im University of Phoenix Stadium ausgetragen. Die moderne Arena ersetzte die bisherige Spielstätte Sun Devil Stadium, die von 1971 bis 2006 Austragungsort war. Das Spiel der NCAA findet um den Jahreswechsel statt. Der Sponsorname ist seit Juli 2022 Vrbo Fiesta Bowl.
| Datum         | Sieger                     | Verlierer                 | Ergebnis   | Zuschauer |
| ------------- | -------------------------- | ------------------------- | ---------- | --------- |
| 1. Jan. 2007  | Boise State Broncos        | Oklahoma Sooners          | 43:42 (OT) | 73.719    |
| 2. Jan. 2008  | West Virginia Mountaineers | Oklahoma Sooners          | 48:28      | 70.016    |
| 5. Jan. 2009  | Texas Longhorns            | Ohio State Buckeyes       | 24:21      | 72.047    |
| 4. Jan. 2010  | Boise State Broncos        | TCU Horned Frogs          | 17:10      | 73.227    |
| 1. Jan. 2011  | Oklahoma Sooners           | Connecticut Huskies       | 48:20      | 67.232    |
| 2. Jan. 2012  | Oklahoma State Cowboys     | Stanford Cardinal         | 41:38      | 69.927    |
| 3. Jan. 2013  | Oregon Ducks               | Kansas State Wildcats     | 35:17      | 70.242    |
| 1. Jan. 2014  | UFC Knights                | Baylor Bears              | 52:42      | 65.172    |
| 31. Dez. 2014 | Boise State Broncos        | Arizona Wildcats          | 38:30      | 66.896    |
| 1. Jan. 2016  | Ohio State Buckeyes        | Notre Dame Fighting Irish | 44:28      | 71.123    |
| 31. Dez. 2016 | Clemson Tigers             | Ohio State Buckeyes       | 31:0       | 71.279    |
| 30. Dez. 2017 | Penn State Nittany Lions   | Washington Huskies        | 35:28      | 61.842    |
| 1. Jan. 2019  | LSU Tigers                 | UCF Knights               | 40:32      | 69.927    |
| 28. Dez. 2019 | Clemson Tigers             | Ohio State Buckeyes       | 29:23      | 71.330    |
| 2. Jan. 2021  | Iowa State Cyclones        | Oregon Ducks              | 34:17      | k. A.     |
| 1. Jan. 2022  | Oklahoma State Cowboys     | Notre Dame Fighting Irish | 37:35      | 49.550    |
| 31. Dez. 2022 | TCU Horned Frogs           | Michigan Wolverines       | 51:45      | 71.723    |

### WrestleMania
2010 war das University of Phoenix Stadium Schauplatz der WrestleMania XXVI, der größten Veranstaltung der World Wrestling Entertainment, bei der 72.219 Zuschauer das Stadion füllten.

### Fußball
Am 7. Februar 2007 begegneten sich in einem Fußball-Länderspiel die Mannschaften der USA und Mexiko, das die Gastgeber mit 2:0 für sich entschieden. Die Partie fand vor ausverkauftem Haus (63.400 Besucher) statt. Es war zu der Zeit das meistbesuchte Fußballspiel im Bundesstaat Arizona. Gegen Venezuela siegten die „US-Boys“ am 21. Januar 2012 mit 1:0. Ein weiteres Spiel der Mexikaner fand am 30. Januar 2013 gegen Dänemark (1:1) statt.
Im Juli 2015 war das Stadion einer von dreizehn Austragungsorten des CONCACAF Gold Cup. Zwei Jahre später war die Sportstätte Spielort des CONCACAF Gold Cup 2017.

### Konzerte
Neben den Sportveranstaltungen ist die Spielstätte der Cardinals Schauplatz von Konzerten.

## Galerie

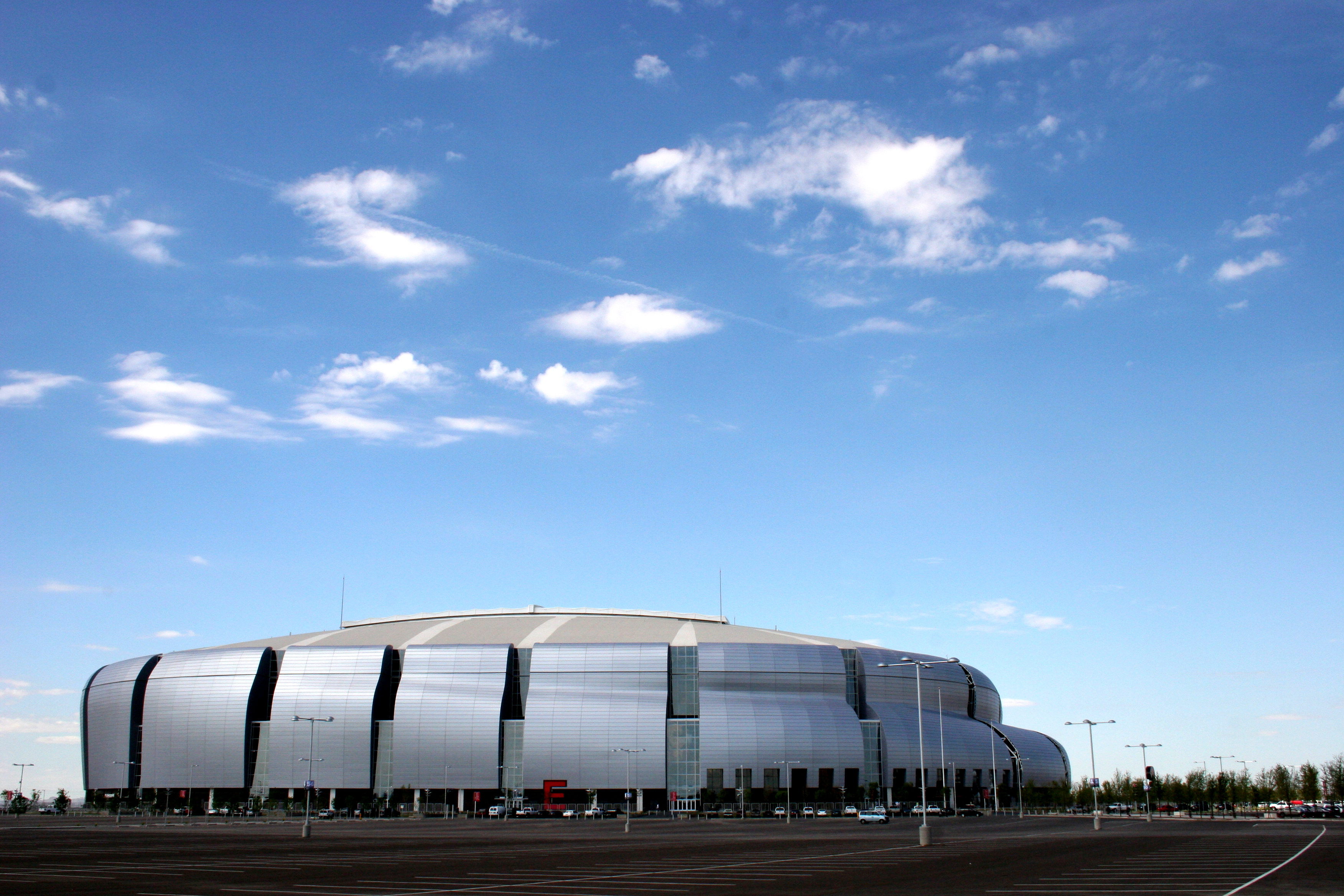
Die Ostseite des Stadions
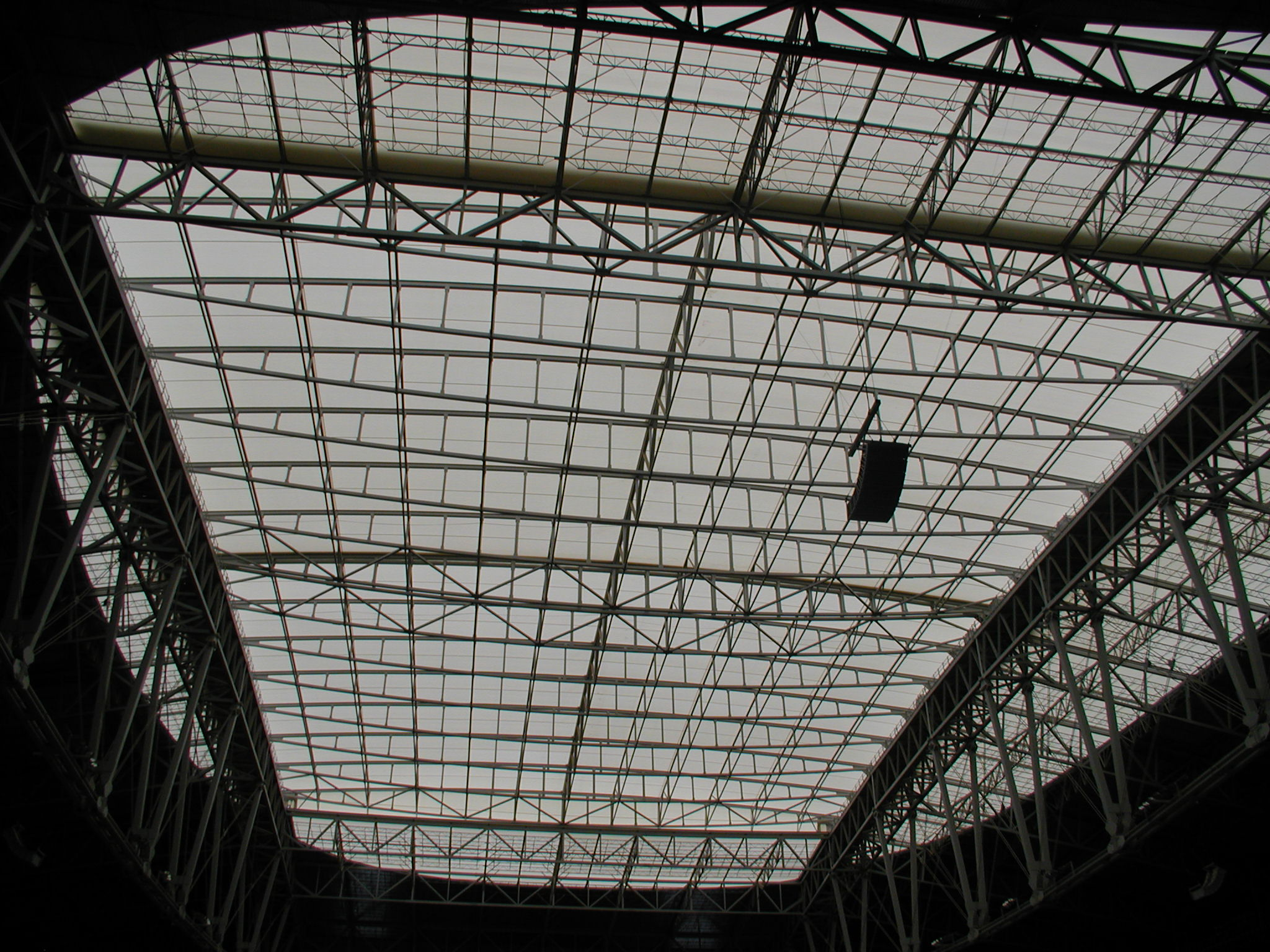
Das schließbare Dach
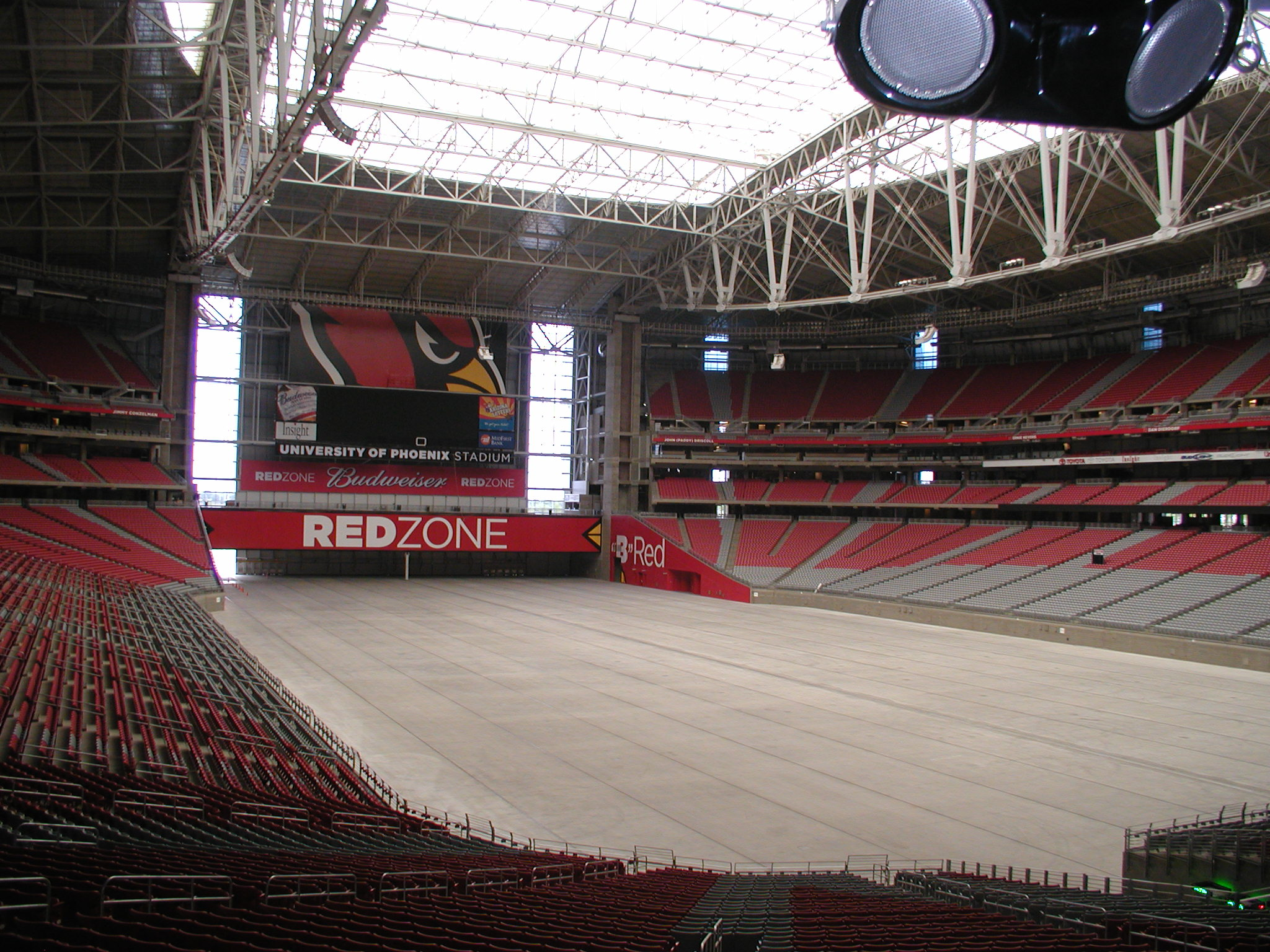
Der Stadioninnenraum ohne Spielfeld
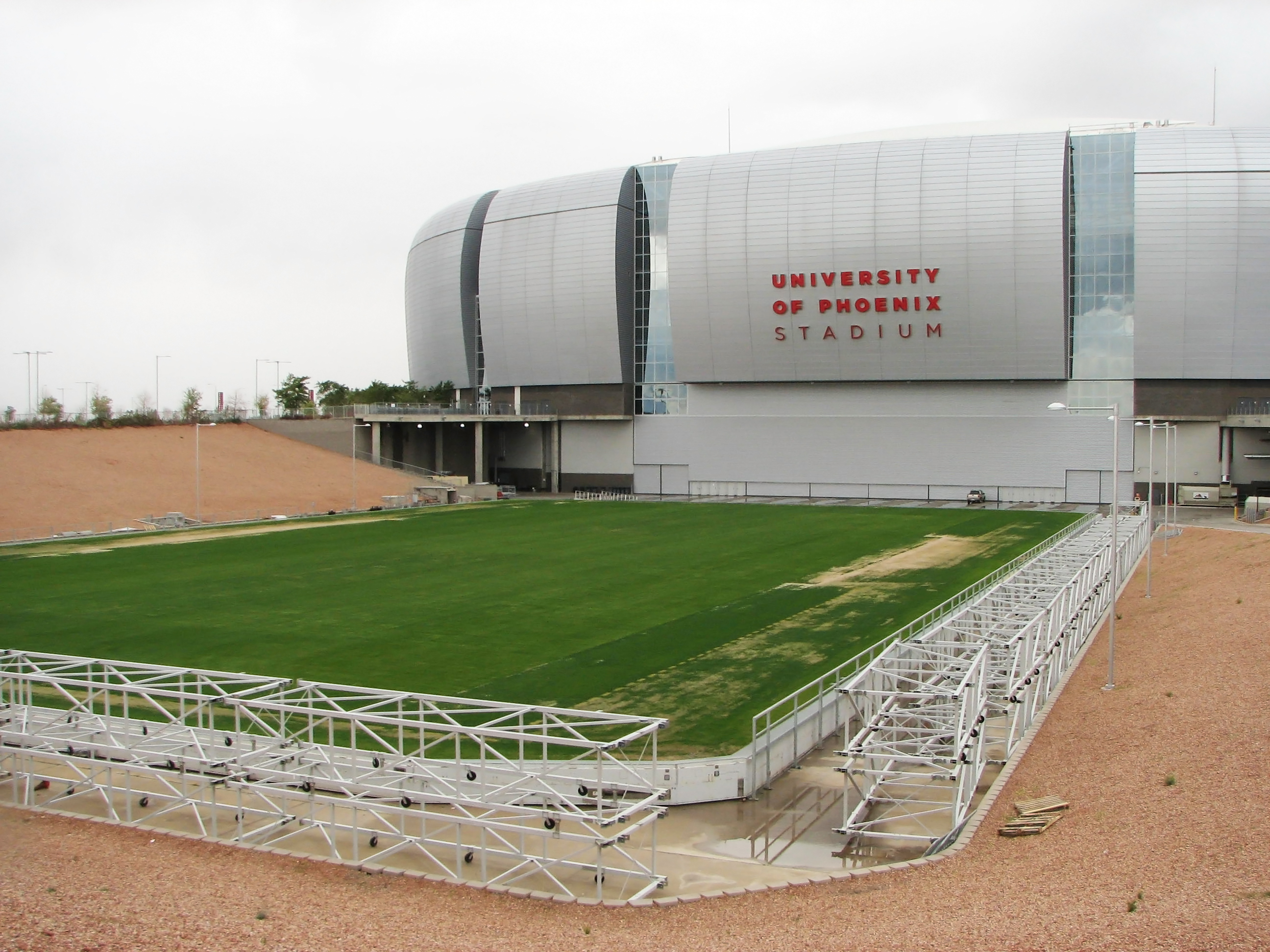
Das Spielfeld außerhalb des Stadions
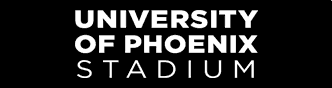
Ehemaliges Logo des University of Phoenix Stadium